# Mimosa speciosissima
Mimosa speciosissima är en ärtväxtart som beskrevs av Paul Hermann Wilhelm Taubert. Mimosa speciosissima ingår i släktet mimosor, och familjen ärtväxter. Inga underarter finns listade i Catalogue of Life.